# ولز فارگو سنتر جکسون‌ویل
ولز فارگو سنتر جکسون‌ویل، (به انگلیسی: Wells Fargo Center) آسمان‌خراش ۳۷ طبقه به ارتفاع ۱۶۳ متر، با کاربری اداری-تجاری است، که در شهر جکسون‌ویل، فلوریدا، ایالات متحده آمریکا مستقر می‌باشد. پروژه ساخت این ساختمان در سال ۱۹۷۲ آغاز شد و در سال ۱۹۷۴ تکمیل و افتتاح گردید. شعبه مرکزی ولز فارگو ایالت فلوریدا در این ساختمان مستقر می‌باشد.